# 71 (tal)
71 (enoghalvfjerds, på checks også syvtien) er det naturlige tal som kommer efter 70 og efterfølges af 72.

## Inden for matematik
- 71 er det 20. primtal[1] og tvilling med 73, samt latmirp med 17.

## Inden for videnskab
- 71 Niobe, asteroide
- M71, kuglehob i Pilen, Messiers katalog

## Eksterne links
- Wikimedia Commons har flere filer relateret til 71 (tal)